# 김국진 (성우)
김국진(1981년 8월 3일 ~ )은 대한민국의 성우로, CJ E&M 성우극회 소속 2009년 온미디어(투니버스) 공채 7기로 입사했다.

## 작품

### 애니메이션
- 꿈빛 파티시엘 (투니버스) - 도하 할아버지, 사감선생님(男)
- 사랑은 콩다콩 (투니버스) - 한누리 아빠
- 가정교사 히트맨 리본 (투니버스) - 데츠, 타자르
- 펭귄의 문제 (투니버스) - 고든
- 원피스 (투니버스) - 변신 쵸파, 괴물 쵸파
- 나루토 질풍전 (투니버스) - 후도, 라이도
- 안녕 자두야 (SBS)
- 짱구는 못말려 (투니버스)
- 말하는 강아지 마사 (투니버스) - 학교 수위
- 와라! 편의점 (MBC, 투니버스) - 초코볼아저씨, 엘 매니저
- 스켓 댄스 - 백관우
- 테니스의 왕자 - 이노우에
- 명탐정 코난 (투니버스, 애니맥스) - 아나운서, 정인태
- 개구리 중사 케로로 (투니버스) - 성대
- 레터비 (투니버스) - 가게 주인
- 여기는 공원 앞 파출소 (투니버스) - 폭주족1
- 아따맘마 (투니버스) - 싱싱 수산 아저씨
- 괴담 레스토랑 (투니버스) - 보라 도깨비, 가연 아빠
- 동쪽의 에덴 (투니버스) - 사채업자2
- 결계사 (투니버스) - 불량배
- 드래곤볼GT (투니버스) - 돈키아, 불량 로봇, 병원장, 악스
- 돌연변이 아일랜드 (투니버스)
- 웨딩피치 (투니버스) - 썬더
- 심슨네 가족들 (투니버스) - 웨일런 스미더즈
- 엠마 (투니버스) - 빌헬름 묄더스
- 마법변신! 아이돌 프린세스 리틀프릿 (투니버스) - 탱크 선생님
- 요괴워치 섀도우 사이드 (투니버스) - 현무

### 애니메이션 영화
- 원피스 12기 극장판 film Z - 헤르메포
- 나루토 질풍전 극장판(인연) - 숙명의 재회 (투니버스)
- 극장판 썬더일레븐 GO VS 골판지 전사 W - 마용준
- 썸머 워즈 - 시노하라 카즈오

### 내레이션
- 국군의 날 특집 51인의 외인소대 (KBS)

### 예고
- KBS 스페셜 (KBS)

### 영화
- 반창꼬 - 국진(배우로 출연)

### 외화
- 죽어도 예쁜 걸 (투니버스)
- 명탐정 코난 드라마 스페셜 - 괴조 전설의 수수께끼 (투니버스)
- 33분 탐정 (투니버스) - 감식관 (사토 지로)
- 시험의 신 (투니버스) - 할아버지 / 카즈 아빠
- 명탐정 코난 드라마 스페셜 - 남도일의 부활 (투니버스) - 사회자2
- 퓨어엔젤 미라클 매직 (투니버스) - 우체부

### 웹투니메이션
- 와라! 편의점 - 노숙자

### 게임
- 리그 오브 레전드 - 트린다미어, 챔피언 업데이트 전 타릭
- 클로저스 - 데이비드 리(2015년 6월 18일 자로 남도형 성우로 변경되었다.)
- 시그널 - 깊은 울림의 목소리